# Palau del Marquès de Santa Isabel
El Palau del Marquès de Santa Isabel és un edifici al passeig de Sant Joan, 39-41 i el carrer de la Diputació, 355 de Barcelona, catalogat com a bé cultural d'interès local. Avui dia és la seu del Departament d'Interior de la Generalitat de Catalunya.

## Història
Fou construït entre el 1883 i el 1884 per Josep Fontserè i Mestre per al fabricant tèxtil Frederic Ricart i Gibert, que havia comprat el solar el 1869 per a construir-hi un palau, però morí el 1883 abans d'acabar-se l'obra.
L'immoble va ser heretat pel seu fill Felip Ricart i Fernández de Córdoba, i el 1920 va passar a ser la seu d'Aigües de Barcelona, que al llarg dels anys hi va efectuar diverses reformes i ampliacions, algunes d'elles dirigides per Francesc de Paula del Villar i Carmona.
Durant la Guerra Civil s'hi va construir un refugi antiaeri, que s'obre esporàdicament a les visites. El 1945 s'hi van remuntar tres plantes (l'última amansardada) i s'hi va afegir un cos poligonal a l'angle més allunyat del Passeig de Sant Joan.

## Arquitectura
Es tracta d'un palauet amb jardí, decorat amb molta austeritat seguint patrons classicistes. L'entrada principal dona al carrer de la Diputació, on hi ha el jardí, i té una façana al Passeig de Sant Joan. També té un petit hivernacle de ferro i vidre, de l'època de la construcció original.